# Guantini da battuta
I guantini da battuta, o più semplicemente guantini, sono utilizzati nel baseball.

## Caratteristiche
Essi sono fatti in pelle, in fibre sintetiche o entrambe. Sono leggerissimi e quelli più moderni hanno dei fori per permettere all'aria di entrare e rinfrescare le mani del battitore.

## Utilizzo
Si possono utilizzare, non obbligatoriamente, durante la fase di battuta nel baseball. Si indossano per avere maggiore aderenza sulla mazza, che altrimenti potrebbe scivolare. Spesso si utilizza con un sottile strato di pece greca per rendere ancora maggiore la forza di aderenza.